# Chrzypsko Wielkie

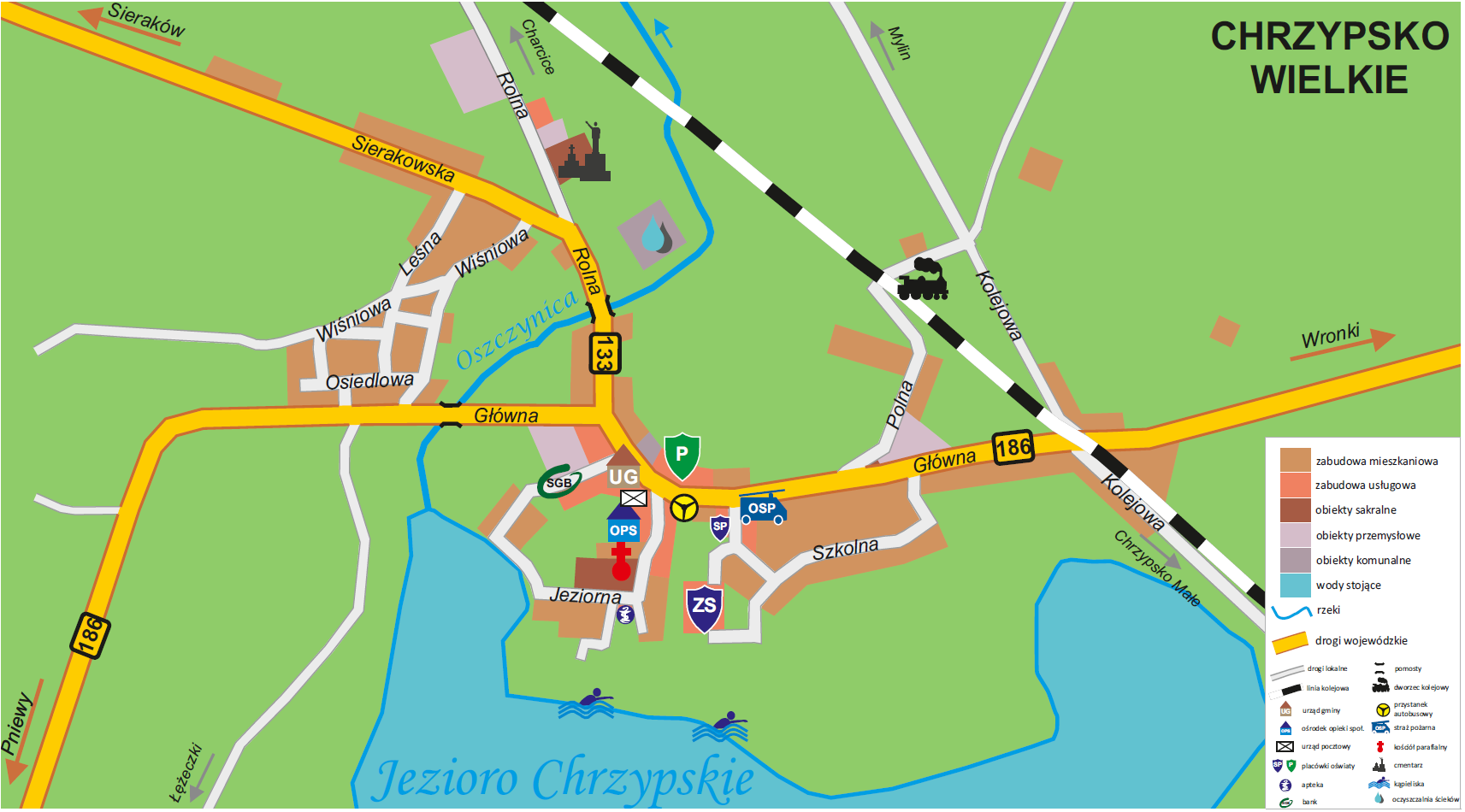
Plan wsi Chrzypsko Wielkie

Chrzypsko Wielkie – wieś sołecka i gminna w Polsce położona w województwie wielkopolskim, w powiecie międzychodzkim, w gminie Chrzypsko Wielkie nad jeziorem Chrzypskim i rzeką Oszczynicą.

## Historia
Wieś pierwotnie związana była z Wielkopolską. Ma metrykę średniowieczną i istnieje co najmniej od końca XIV wieku. Wymieniona pierwszy raz w łacińskim dokumencie z 1393 jako „Krzipszko”, następnie: 1401 „Maior Chrzipsko”, 1419 „Chrzibsko”, 1448 „Chrzypsko Maius”, 1476 „Magna Chrzypsko”.
Miejscowość była wsią szlachecką należącą do lokalnej szlachty wielkopolskiej z rodu Chrzypskich, którzy od nazwy wsi przyjęli odmiejscowe nazwisko, a także do Obrzyckich. W 1443 leżała w powiecie poznańskim Korony Królestwa Polskiego. Od 1401 była siedzibą własnej parafii, a w 1510 leżała w dekanacie Wronki.
Tereny, na których powstała miejscowość, były prawdopodobnie zasiedlone, jednak wcześniej, niż odnotowały to archiwalne, historyczne zapisy. Archeolodzy w okolicy wsi podejrzewają istnienie osady z X-XI wieku.
W latach 1402–1403 odnotowany został Mikołaj Chrzypski, prowadzący z żoną spór sądowy o 150 grzywien. W 1408 miało miejsce rozgraniczenie Chrzypska Wielkiego z Chrzypskiem Małym pomiędzy Wincentym Obrzyckim a Szymonem Koszuckim. W 1411 odnotowano pochodzącego ze wsi Jana syna Marcina, studenta Akademii Krakowskiej. 1411 Wojciech Jastrzębiec biskup poznański przeniósł dwie wsie (Białokosz i Gnuszyn) z parafii Chrzypsko Wielkie do parafii Psarskie. W 1419 wspomniano Wojciecha z Chrzypska Wielkiego, który był w sporze z Wincentym z Wróblewa o 16 grzywien za zabrane woły. W 1422 odnotowano spór Mikołaja Baworowskiego, dziedzica Bienina, ze swoim kmieciem Piotrem z Chrzypska Wielkiego z Sędziwojem ze Słopanowa.
W 1434 Piotr Obrzycki sprzedał połowę Białcza wraz z jeziorem Kostrzynek, które do tej pory należało w całości do Chrzypska Wielkiego. W 1443 sprzedał Bartłomiejowi zwanemu Basz, który pochodził z Przyborowa Małego, wieś Chrzypsko Wielkie wraz z prawem patronatu kościoła we wsi oraz wsie Kąty i Pakawie za 1400 grzywien. W 1444 Bartłomiej zwany Basz z Przyborowa zapisał żonie Femie po 150 grzywien posagu oraz wiana na połowie Chrzypska Wielkiego.
W 1448 wieś wspomniano podczas wizytacji młyna należącego do Łężec Małych, który był własnością plebana z Biezdrowa, położonego między hrzypskiem Wielkim, a Łężcami Małymi. W 1495 Kilian Chrzypski pozwany został przez Piotra Ćmachowskiego, ponieważ spiętrzając wodę w Chrzypsku, spowodował szkody zalewając brzeg strugi oraz łąkę zwaną „Kępa” we Wróblewie. W 1569 komornik ziemski poznański ustalił granicę pomiędzy Chrzypskiem Wielkim, a Radziszewem. Przy okazji opisano okolicę wsi. Granica ta biegła od kopca narożnego leżącego przy drodze z Chrzypska Małego do Mylina, szła wzdłuż kopców koło Błota Wielkiego oraz przez błoto Jeziercza, a następnie wzdłuż pali do „Ubiedrzy Chrzypskiej” i dalej wzdłuż pali nad „Obiedrzą Chrzypską”, przez dwa kopce, które leżały „w mostkach”, a także wzdłuż pali nad Ubiedrzą Chrzypską oraz nad Radziszewem aż do narożnika Chrzypska Wielkiego, Charcic i Radziszewa.
W 1466 Małgorzata żona Jana zwanego Dusza ze Skoraczewa sprzedała Maciejowi, Wojciechowi oraz księdzu Mikołajowi, braciom z Przyborowa Małego swą ojcowiznę i macierzyznę w Chrzypsku Wielkim. W 1472 nastąpił podział majętności pomiędzy braćmi w Chrzypsku Wielkim i Przyborowie Małym. W jego wyniku Wojciech otrzymał Przyborowo Małe i Chrzypsko Małe, ksiądz Mikołaj, pleban w Chrzypsku Wielkim, oraz Maciej otrzymali po połowie Chrzypska Wielkiego, 0,5 wsi Kąty oraz 0,5 wsi Pakawie. Ustalono, że po śmierci Mikołaja Wojciech nie będzie miał praw do dworu w Chrzypsku Wielkim.
W 1474 duchowny Mikołaj oraz panna Anna wysyłali na wyprawę wojenną zastępców ze swoich dóbr w Chrzypsku Wielkim. W 1489 Maciej Chrzypski zapisał swojej żonie Annie po 100 grzywien posagu oraz wiana na Chrzypsku Wielkim oraz na Kątach. W 1491 zakupił z zastrzeżeniem prawa odkupu od Elżbiety, żony Andrzeja Pasikonia z Włościejewic Śródkę w parafii Chrzypsko Wielkie za kwotę 300 grzywien. W 1491 zapisał swojej żonie Annie po 200 kop posagu oraz wiana na Chrzypsku Wielkim oraz Chrzypsku Małym, a także na wsi opuszczonej o nazwie Kąty. W 1501 odnotowano dziedziców w Chrzypsku Wielkim Bartłomieja oraz Jana. W 1605 odnotowano we wsi „dwór dawno pobudowany oraz plac pusty, na którym stał kiedyś stary dwór”.
Miejscowość odnotowano również w historycznych rejestrach poborowych. W 1499 wieś zalegała z podatkami. W 1508 odnotowano pobór podatków od 9 łanów, karczmy oraz młyna wodnego o jednym kole. W 1510 pobrano podatki z 6 łanów. W 1535 pobrano zaległy pobór z połowy łana we wsi. W 1563 miał miejsce pobór z 4 łanów oraz z karczmy. W 1580 Jakub Chrzypski zapłacił pobór od 4 łanów, 8 zagrodników, kowala, pastucha oraz od 35 owiec.
Wieś szlachecka Chrzipsko położona była w 1580 roku w powiecie poznańskim województwa poznańskiego w Rzeczypospolitej Obojga Narodów.
W wyniku II rozbioru Rzeczypospolitej w 1793, miejscowość przeszła w posiadanie Prus i jak cała Wielkopolska znalazła się w zaborze pruskim. W okresie Wielkiego Księstwa Poznańskiego (1815-1848) miejscowość należała do wsi większych w ówczesnym pruskim powiecie Międzychód w rejencji poznańskiej. Chrzypsko Wielkie należało do okręgu sierakowskiego tego powiatu i stanowiło część majątku Sieraków, którego właścicielem był wówczas rząd pruski w Berlinie. Według spisu urzędowego z 1837 roku wieś liczyła 240 mieszkańców, którzy zamieszkiwali 26 dymów (domostw).
W latach 1954–1972 wieś należała i była siedzibą władz gromady Chrzypsko Wielkie. W latach 1975–1998 miejscowość administracyjnie należała do województwa poznańskiego.
W Chrzypsku Wielkim był realizowany teledysk Kiedy tylko spojrzę Sylwii Grzeszczak, promujący trzeci album piosenkarki pt. Komponując siebie.

## Demografia
W 2010 roku miejscowość zamieszkiwana była przez 958 mieszkańców, co stanowiło 29,1% ogólnej liczby mieszkańców całej gminy.
Biorąc pod uwagę liczebność ludności w latach 2001–2010 zaobserwować można stopniowe zwiększanie się liczby ludności w kolejnych latach.

## Komunikacja
Wieś leży przy dwóch drogach wojewódzkich: 133 oraz 186.

## Turystyka

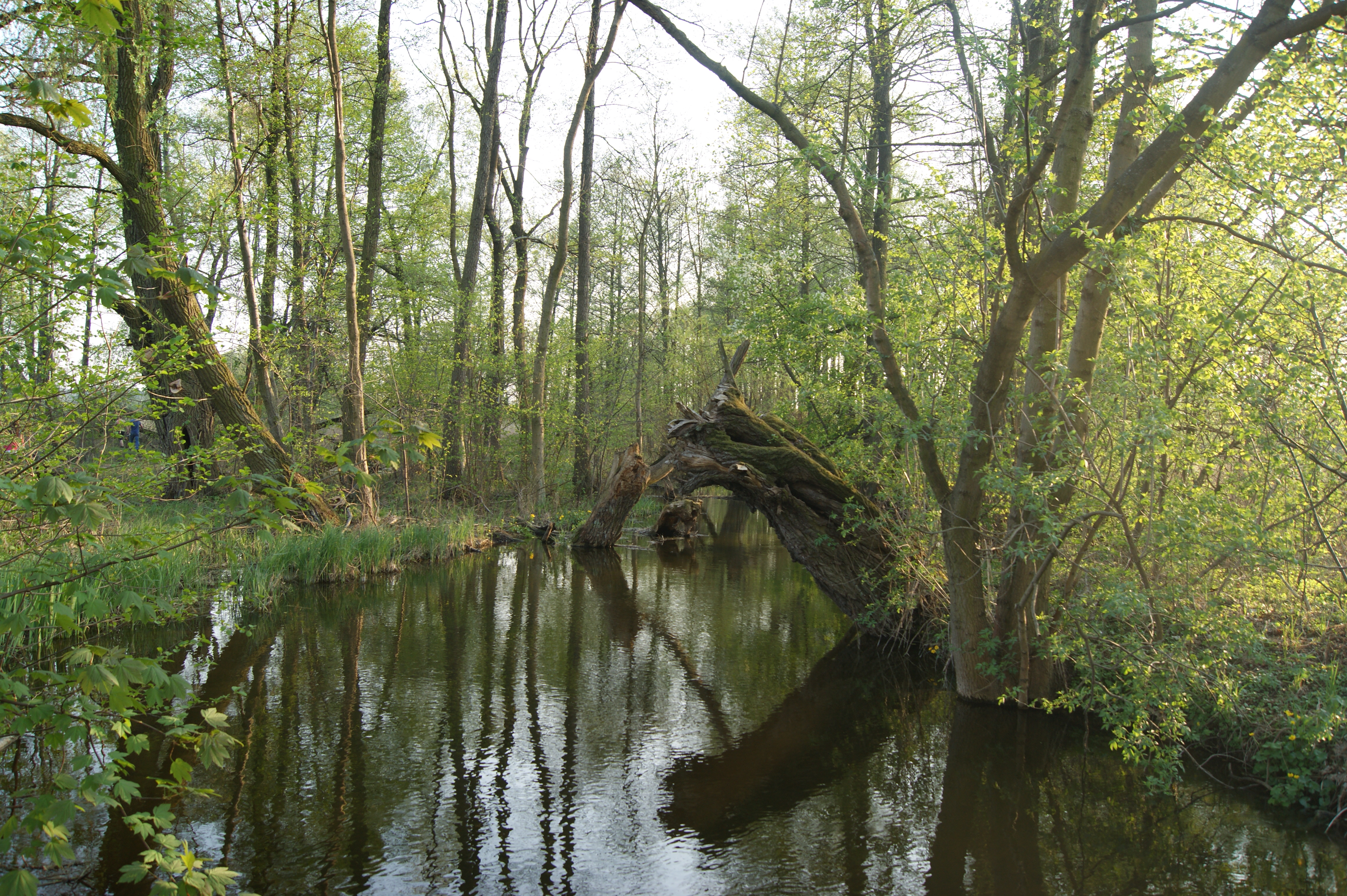
Rzeka Osiecznica w okolicy wsi

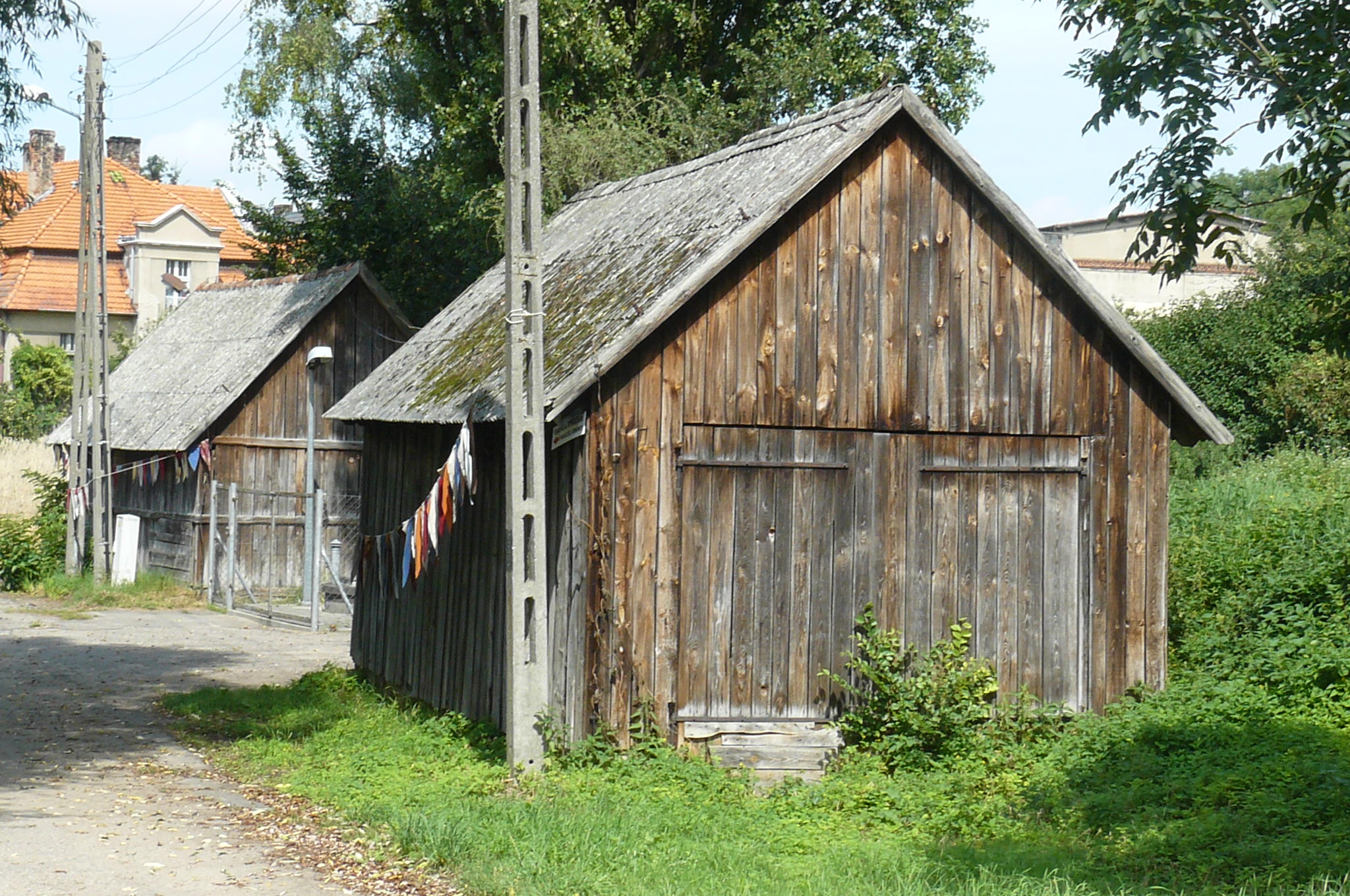
Stara zabudowa wsi

Atrakcyjne położenie nad jeziorem Chrzypskim – największym jeziorem Pojezierza Międzychodzko-Sierakowskiego spowodowało, iż miejscowość stała się ważnym ośrodkiem turystycznym i wypoczynkowym.

### Szlaki turystyczne
Przez Chrzypsko Wielkie prowadzą 4 szlaki turystyczne, w tym 2 rowerowe i 2 piesze.
- Szlaki rowerowe
  -  „R8” Wojewódzka Trasa „Szlak Stu Jezior” (SSJ) Międzychód → Jez. Koleńskie → Kolno → Kamionna (gm.Międzychód) → Prusim (gm. Kwilcz) → Chalin – Góra- Jez. Wielkie → Sieraków → Lesionki (gm. Sieraków)- Ryżyn Chrzypsko Wielkie → Łężeczki → Białokosz → Gnuszyn (46,1 km) → Szamotuły, gdzie łączy się z Transwielkopolską Trasą Rowerową → odcinkiem płn. TTR-N i prowadzi do Poznania
  -  Trasa „Wokół jeziora Chrzypskiego” (8 km)
- Szlaki piesze
  -  Zielony szlak pieszy PTTK: Chrzypsko Wielkie → Punkt Widokowy Łężeczki → Jezioro Białokoskie → Lubosz (gm. Kwilcz) (17,7 km)
  -  Czarny (II) szlak pieszy PTTK: Chrzypsko Wielkie → Łężeczki → Chrzypsko Małe → jez. Liśnia →  do szlaku żółtego